# 1694 au Canada
Pour un article plus général, voir Chronologie du Canada.
Cet article traite des événements qui se sont produits durant l'année 1694 au Canada.

## Événements
- 18 janvier : concession de la Seigneurie de Belœil à Joseph Hertel.
- Capture de York Factory (1694) à la Baie d'Hudson par une troupe menée par Pierre Le Moyne d'Iberville.
- Querelle sur la représentation de la pièce de théatre Le Tartuffe à Québec. Il oppose le gouverneur de la Nouvelle-France Louis de Buade de Frontenac à l'évêque de Québec Jean-Baptiste de La Croix de Chevrières de Saint-Vallier.

## Naissances
- 8 mai : Jean d'Ailleboust d'Argenteuil, seigneur et militaire († 18 août 1781).

## Décès
- 23 novembre : Jean Talon, intendant de la Nouvelle-France.